# 송세영 (권투 선수)
송세영은 대한민국의 권투(복싱) 주니어 국가대표 선수이다.
초등학교 4학년 때 복싱을 시작하였다. 2022년 전국소년체육대회 16세 이하 페더급에서 금메달을 기록하였다.

## 수상 기록
- 제50회 소년체전 금메달 mvp 최우수선수상’
- 제51회 대통령배 금메달
- 제31회 협회장배 금메달
- 제50회 대통령배 은메달